# William Moulton Marston
William Moulton Marston (írói neve Charles Moulton) (Saugus, Massachusetts, 1893. május 9. – Rye, New York, 1947. május 2.) amerikai pszichológus, a hazugságvizsgáló korai prototípusának feltalálója. Képregényíró, a Wonder Woman karakter kitalálója.
A Wonder Woman létrehozásában két nő, felesége (Elizabeth Holloway Marston) és poliamorikus élettársuk, Olive Byrne volt nagy befolyással.
2006-ban bekerült a Képregényhírességek csarnokába (Comic Book Hall of Fame).